# Christopher Spring
Pour les articles homonymes, voir Spring.
Christopher Springs est un bobeur canadien, né le 6 mars 1984.

## Biographie
Il est né à Darwin en Australie et est d'abord connu comme coureur de 100 m.
Il émigre au Canada en 2007, puis commence le bobsleigh au niveau international en 2008.
Aux Jeux olympiques d'hiver de 2010, il termine 22e du bob à deux.
L'hiver suivant, il commence à courir pour le Canada en Coupe du monde. Il obtient son premier podium en novembre 2012 et sa première victoire en janvier 2016.
Aux Championnats du monde 2013, il se classe 6e du bob à deux.
Aux Jeux olympiques d'hiver de 2014, il termine 7e du bob à deux et 13e du bob à quatre.

## Palmarès

### Coupe du monde
- 9 podiums  : 
  - en bob à 2 : 2 victoires, 1 deuxième place et 2 troisièmes places.
  - en bob à 4 : 4 troisièmes places.

#### Détails des victoires en Coupe du monde
| Édition   | Bob à 2  | Bob à 4 |
| 2015-2016 | Whistler |         |
| 2017-2018 | Whistler |         |